# أن بي أو بازلت
إن بي أو بازالت (بالروسية: НПО «Базальт»)‏ هي شركة تصنيع أسلحة في روسيا تولت (أو واصلت) إنتاج أسلحة مثل
آر بي جي 7 بعد انهيار الاتحاد السوفيتي . تقوم شركة إن بي أو بازالت بتصنيع RPG-7V2 و
آر بي جي - 29 . يتم تضمين أيه أو إن بي أو بازالت في شركة روستيخ الحكومية .

## إنتاج
- آر بي جي-7
- آر بي جي-16
- آر بي جي-18
- آر بي جي-22
- آر بي جي-26
- آر بي جي-27
- آر بي جي-28
- آر بي جي-29
- آر بي جي-30
- آر بي جي-32
- PG-7VR
- PBK-500U Drel : قنبلة عنقودية انزلاقية.[2]

## أنظر أيضا
- نورينكو